# Larry Gates
Larry Gates est un acteur américain né le 24 septembre 1915 à Saint-Paul (Minnesota), décédé le 12 décembre 1996 à Sharon (Connecticut).

## Filmographie
- 1952 : La Ruelle du péché (Glory Alley) : Dr. Robert Ardley
- 1952 : Qui donc a vu ma belle ? (Has Anybody Seen My Gal?) : Charles Blaisdell
- 1952 : Le Grand Secret (Above and Beyond), de Melvin Frank et Norman Panama : Capt. William 'Deak' Parsons, USN
- 1953 : Francis Covers the Big Town (en) : Dan Austin
- 1953 : Take Me to Town : Ed Daggett
- 1955 : The Girl Rush (en) : Hap Halliday
- 1956 : L'Invasion des profanateurs de sépultures (Invasion of the Body Snatchers) : Dr. Dan 'Danny' Kauffman
- 1957 : Demain ce seront des hommes (The Strange One) : Maj. George Avery Sr.
- 1957 : Jeanne Eagels : Al Brooks
- 1957 : Les Frères Rico (The Brothers Rico) de Phil Karlson : Sid Kubik
- 1958 : La Chatte sur un toit brûlant (Cat on a Hot Tin Roof) : Dr. Baugh
- 1958 : Comme un torrent (Some Came Running) : Prof. Robert Haven French
- 1959 : The Remarkable Mr. Pennypacker (en) : Rev. Dr. Fielding
- 1960 : Les Hors-la-loi (One Foot in Hell) : Dr. Seltzer
- 1960 : Les Incorruptibles (série télévisée), L'Histoire de Larry Fay
- 1961 : The Great Impostor : Cardinal
- 1961 : Le Mal de vivre (Hoodlum Priest) d'Irvin Kershner : Louis Rosen
- 1961 : Les Bas-fonds new-yorkais (Underworld U.S.A.) : Driscoll
- 1961 : Le Temps du châtiment (The Young Savages) : Randolph
- 1961 : Le troisième homme était une femme (Ada) : Joe Adams
- 1962 : L'Homme de Bornéo (The Spiral Road) : Dr. Kramer
- 1963 : Les Ranchers du Wyoming (Cattle King) : President Chester A. Arthur
- 1963 : Le Tumulte (Toys in the Attic) : Cyrus Warkins
- 1966 : Evening Primrose (TV) : Rosco Potts
- 1966 : La Canonnière du Yang-Tsé (The Sand Pebbles) : Jameson
- 1967 : Dans la chaleur de la nuit (In the Heat of the Night) : Eric Endicott
- 1967 : Sept secondes en enfer (Hour of the Gun) : John P. Clum
- 1969 : Une poignée de plombs (Death of a Gunfighter), de Don Siegel et Robert Totten : Mayor Chester Sayre
- 1970 : Airport : Commissioner Ackerman
- 1970 : The Ceremony of Innocence (en) (TV) : Earl of Kent
- 1971 : Sarge (TV) : Arnie Bigelow
- 1973 : Pueblo (TV) : American Negotiator
- 1974 : Lucky Luciano de Francesco Rosi : Judge Herlands
- 1974 : Aloha Means Goodbye (TV) : Torger Nilsson
- 1974 : The Missiles of October (TV) : Secretary of State Dean Rusk
- 1975 : Funny Lady : Bernard Baruch
- 1975 : The School for Scandal (TV) : Sir Oliver Surface
- 1975 : Kate McShane (en) (TV) : Judge Graham Platte
- 1979 : Backstairs at the White House (feuilleton TV) : President Herbert Hoover
- 1980 : F.D.R.: The Last Year (TV) : Adm. Leahy
- 1980 : The Henderson Monster (TV) : President Doby
- 1983 : Playboy of the Western World (TV) : Old Mahon
- 1987 : Leonard Part 6 de Paul Weiland